# Teruki Hara
Teruki Hara (原 輝綺 Hara Teruki?), född 30 juli 1998, är en japansk fotbollsspelare.
I maj 2017 blev han uttagen i Japans trupp till U20-världsmästerskapet 2017.